# Capa S
La capa S és una part de l'embolcall cel·lular que es troba habitualment en eubacteris i arqueus.
Consisteix d'una capa monomolecular composta de proteïnes o glicoproteïnes idèntiques. Aquesta estructura bidimensional és construïda mitjançant autoacoblament i engloba totalment la superfície cel·lular. En conseqüència, la capa S pot representar fins al 10-15% del contingut total de proteïnes de la cèl·lula.

 Les proteïnes de la capa S es troben poc o gens conservades, de forma que poden diferir molt, fins i tot en espècies relacionades.
Depenent de l'espècie, la capa S pot tenir un gruix d'entre 5 i 25 nm i posseeix porus idèntics amb un diàmetre de 2-8 nm. Les capes S mostren un enreixat amb simetria obliqua (p1, p2), quadrada (p4) o hexagonal (p3, p6). Depenent d'aquesta simetria, la capa S és composta d'una (P1), dues (P2), tres (P3), quatre (P4) o sis (P6) subunitats proteiques idèntiques, respectivament. Els espais entre els centres d'aquestes subunitats (o dimensions de les cel·les) són d'entre 2.5 i 35 nm.